# Saint-Martin-d'Arberoue
Saint-Martin-d'Arberoue (tiếng Basque: Donamartiri) là một xã thuộc tỉnh Pyrénées-Atlantiques trong vùng Nouvelle-Aquitaine miền tây nam nước Pháp.